# Birds of America (filme)
Birds of America (br: Uma Família Americana) é um filme independente de comédia dramática dirigido por Craig Lucas, escrito por Elyse Friedman, e estrelando Matthew Perry. O filme estreou no Sundace Film Festival de 2008, no dia 24 de janeiro.
O filme foi gravado essencialmente em Darien, Connecticut.

## Sinopse
Tudo o que a esposa de Morrie quer é começar uma família. Mas quando os dois irmãos de Morrie aparecem precisando de um lugar para ficar, o casal será capaz de aguentar a pressão, ou tudo isso será pesado demais? 

## Elenco
- Matthew Perry como Morrie Tanager
- Ben Foster como Jay Tanager
- Ginnifer Goodwin como Ida Tanager
- Lauren Graham como Betty Tanager
- Gary Wilmes como Paul
- Hilary Swank como Laura
- Zoë Kravitz como Gillian Tanager
- Daniel Eric Gold como Gary